# Municipio de Nettleton
El municipio de Nettleton (en inglés: Nettleton Township) es un municipio ubicado en el condado de Craighead en el estado estadounidense de Arkansas. En el año 2010 tenía una población de 10657 habitantes y una densidad poblacional de 123,07 personas por km².

## Geografía
El municipio de Nettleton se encuentra ubicado en las coordenadas 35°48′39″N 90°35′32″O / 35.81083, -90.59222. Según la Oficina del Censo de los Estados Unidos, el municipio tiene una superficie total de 86.59 km², de la cual 86.2 km² corresponden a tierra firme y (0.45%) 0.39 km² es agua.

## Demografía
Según el censo de 2010, había 10657 personas residiendo en el municipio de Nettleton. La densidad de población era de 123,07 hab./km². De los 10657 habitantes, el municipio de Nettleton estaba compuesto por el 64.67% blancos, el 25.34% eran afroamericanos, el 0.37% eran amerindios, el 1.14% eran asiáticos, el 0.07% eran isleños del Pacífico, el 6.09% eran de otras razas y el 2.34% pertenecían a dos o más razas. Del total de la población el 8.99% eran hispanos o latinos de cualquier raza.